# Big John Studd
John William Minton (Butler (Pennsylvania), 19 februari 1948 - Burke (Virginia), 20 maart 1995), beter bekend onder zijn worstelnaam Big John Studd, was een Amerikaans professioneel worstelaar en acteur.
Studd vormde vaak een tag-team met King Kong Bundy, met als manager Bobby Heenan. Er was een soort vete tussen Studd en André the Giant en Hulk Hogan. Eind jaren '80 liet Studd zich omroepen als 'The Giant, John Studd' tot ergernis van André the Giant. Beiden vonden dat zij alleen de titel 'giant' (reus) mochten gebruiken.

## In worstelen
- Afwerking bewegingen
  - Backbreaker
  - Reverse bearhug

- Kenmerkende bewegingen
  - Airplane spin
  - Double underhook suplex
  - Heart punch
  - Low-angle chokeslam
  - Piledriver

- Managers
  - Freddie Blassie
  - "The Franchise" Justin Lee
  - Bobby Heenan

## Kampioenschappen en prestaties
- Championship Wrestling from Florida
  - NWA Florida Global Tag Team Championship (1 keer met Jimmy Garvin)

- European Wrestling Union
  - EWU World Super Heavyweight Championship (1 keer)

- Georgia Championship Wrestling
  - NWA National Tag Team Championship (1 keer met Super Destroyer

- Maple Leaf Wrestling
  - NWA Canadian Heavyweight Championship (1 keer)

- Mid-Atlantic Championship Wrestling
  - NWA Mid-Atlantic Tag Team Championship (4 keer; 1x met Ric Flair, 1x met Ken Patera, 1x met Masked Superstar #1 en 1x met Roddy Piper)

- NWA Big Time Wrestling
  - NWA American Heavyweight Championship (1 keer)
  - NWA Texas Tag Team Championship (1 keer met Bull Ramos)

- NWA Mid-Pacific Promotions
  - NWA North American Heavyweight Championship (1 keer)
  - NWA Hawaii Tag Team Championship (1 keer met Buddy Rose)

- NWA Southern Championship Wrestling
  - NWA Tennessee Southern Heavyweight Championship (1 keer)

- Pro Wrestling Illustrated
  - PWI Tag Team of the Year (1976) - met Killer Kowalski

- World Championship Wrestling
  - WCW Hall of Fame (Class of 1995)

- World Wrestling Association
  - WWA World Tag Team Championship (1 keer met Ox Baker)

- World Wide Wrestling Federation / World Wrestling Entertainment
  - WWWF World Tag Team Championship (1 keer met Killer Kowalski)
  - Royal Rumble (1989)
  - WWE Hall of Fame (Class of 2004)

- Wrestling Observer Newsletter awards
  - Most Overrated (1984)